# KONG-TV
KONG-TV ist ein unabhängiger US-amerikanischer Fernsehsender in Seattle, Washington. Der Sender überträgt lokale Nachrichten, Wetter, Sport, Wirtschaftsnachrichten und Gesundheitsprogramme.
Lizenziert ist KONG-TV in Everett, Washington; und gehört Tegna Media. Der Sender kooperiert mit der NBC-Station KING-TV. Die beiden Stationen teilen sich die Büros und Studios im Home Plate Center im SoDo District von Seattle. Der Sender steht im Queen Anne Neighborhood von Seattle.
Im Kabel ist KONG-TV in Western Washington auf Channel 6 zu empfangen. Via Comcast und Wave Broadband digital auch auf Kanal 106. Die Sendeleistung beträgt 700 kW Digital Full-Power.